# UFC 21
UFC 21: Return of the Champions foi um evento de artes marciais mistas promovido pelo Ultimate Fighting Championship, ocorrido em 16 de julho de 1999 no Five Seasons Events Center, em Cedar Rapids, nos Estados Unidos. O evento foi transmitido ao vivo em pay-per-view nos Estados Unidos e mais tarde lançado para home video.

## Background
O UFC 21 marcou a mudança significante nas regras devido ao Conselho da Comissão Atlética de MMA: lutas preliminares agora teria dois rounds de cinco minutos, lutas do evento principal teriam três rounds de cinco minutos e lutas valendo título teriam cinco rounds de cinco minutos (semelhante as Regras Unificadas de Combate usada hoje nos EUA). O UFC 21 foi o primeiro evento do UFC a adotar o sistema de pontuação de 10 pontos, comumente usado no boxe, em vez do jurado apenar selecionar o lutador vencedor. Os 10 pontos são dados para o lutador que venceu o round, 6 a 9 pontos para o lutador que perdeu o round. Pontos dados por controle do Octagon, golpes efetivos, grappling/perto de finalizações, e agressividade.

## Resultados
Nota 1 Pelo Cinturão Peso-Pesado do UFC.

Nota 2 Pelo Cinturão Meio-Médio do UFC.

## Ligações Externas
- Página oficial do UFC 21
- Resultados do UFC 21 Sherdog.com

1. ↑  Nota 1
2. ↑  Nota 2